# Odznaka Honorowa za Zasługi dla Samorządu Terytorialnego
Odznaka Honorowa za Zasługi dla Samorządu Terytorialnego – jednostopniowe polskie resortowe odznaczenie cywilne, nadawane przez ministra właściwego do spraw administracji publicznej, ustanowione rozporządzeniem Rady Ministrów z dnia 12 czerwca 2015 roku

## Przeznaczenie
Odznaka honorowa nadawana jest jako zaszczytne honorowe wyróżnienie nadawane za szczególne zasługi na rzecz samorządu terytorialnego, w szczególności:
- w działalności w organach jednostek samorządu terytorialnego, związkach i stowarzyszeniach jednostek samorządu terytorialnego;
- związane z wykonywaniem zadań dotyczących samorządu terytorialnego w urzędach administracji publicznej oraz w urzędach organów władzy publicznej;
- w pracy naukowej i badawczej dotyczącej zagadnień związanych z działalnością samorządu terytorialnego.

## Zasady nadawania
Odznakę nadaje minister właściwy do spraw administracji publicznej z własnej inicjatywy lub na wniosek:
- organów jednostek samorządu terytorialnego;
- organów związków lub stowarzyszeń jednostek samorządu terytorialnego;
- organów statutowych ogólnopolskich organizacji uprawnionych do wyznaczania przedstawicieli do Komisji Wspólnej Rządu i Samorządu Terytorialnego, określonych w odrębnych przepisach;
- wojewody.

Może być nadana tej samej osobie tylko raz; dopuszczalne jest jej nadanie pośmiertne. Odznakę wręcza minister właściwy do spraw administracji publicznej lub osoba przez niego upoważniona. Osoba odznaczona otrzymuje odznakę, jej miniaturkę i dyplom. 

## Opis odznaki
Odznaka ma kształt okrągłego medalu o średnicy 35 mm wykonanego w metalu, z obustronnie zaznaczoną krawędzią, srebrzonego i oksydowanego, z uszkiem i kółkiem do zawieszenia. Na stronie licowej, w otoku z majuskułowym wypukłym napisem dolnym „ZA ZASŁUGI DLA SAMORZĄDU TERYTORIALNEGO”, widnieje na fakturowanym tle wypukły wizerunek orła białego trzymającego w szponach dwa klucze obrócone piórami do góry, skierowanymi na zewnątrz. Na stronie odwrotnej jest umieszczony trójwierszowy wypukły majuskułowy napis „LABOR OMNIA VINCIT” (tłum. z łac. „PRACA WSZYSTKO ZWYCIĘŻA”) okolony wypukłym wieńcem z dwóch stylizowanych, niezwiązanych gałązek wawrzynu. 
Odznaka jest zawieszona na wstążce z rypsu jedwabnego w kolorze wiśniowym, o szerokości 35 mm, z białym paskiem szerokości 11 mm przez środek, obramowanym po bokach prążkami w kolorze granatowym szerokości 2 mm. 
Odznakę nosi się na lewej stronie piersi, po orderach i odznaczeniach państwowych.

## Odznaczeni
Pierwsze wręczenie odznaki miało miejsce 28 sierpnia 2015 podczas konferencji Od Solidarności do Samorządności w Sali Kolumnowej Kancelarii Prezesa Rady Ministrów w Warszawie.